# Blagoje Paunović
Blagoje Paunović (ser. Благоје Пауновић, ur. 4 czerwca 1947 w Pustym Šilovie, zm. 9 grudnia 2014 w Belgradzie) – piłkarz serbski grający na pozycji obrońcy. W swojej karierze rozegrał 39 meczów w reprezentacji Jugosławii. Jest ojcem Veljko Paunovicia, także piłkarza i reprezentanta Serbii i Czarnogóry.

## Kariera klubowa
Karierę piłkarską Paunović rozpoczął w klubie Partizan Belgrad. W sezonie 1965/1966 zadebiutował w nim w pierwszej lidze jugosłowiańskiej. W Partizanie grał do końca sezonu 1974/1975. Z kolei w 1966 roku dotarł z nim do finału Pucharu Mistrzów, jednak w przegranym 1:2 finałowym meczu z Realem Madryt nie zagrał.
W 1975 roku Paunović wyjechał do Holandii i został zawodnikiem FC Utrecht. Po dwóch sezonach gry w Holandii wrócił do Jugosławii i został piłkarzem drugoligowego OFK Kikinda. W 1978 roku grał w Stanach Zjednoczonych, w Oakland Stompers, a karierę kończył w 1979 roku w ojczyźnie, w Sinđeliciu Belgrad.
| Sezon   | Klub             | Kraj              | Rozgrywki  | Mecze | Bramki |
| ------- | ---------------- | ----------------- | ---------- | ----- | ------ |
| 1965/66 | Partizan Belgrad | Jugosławia        | Prva liga  | 3     | 0      |
| 1966/67 | Partizan Belgrad | Jugosławia        | Prva liga  | 23    | 0      |
| 1967/68 | Partizan Belgrad | Jugosławia        | Prva liga  | 29    | 0      |
| 1968/69 | Partizan Belgrad | Jugosławia        | Prva liga  | 26    | 0      |
| 1969/70 | Partizan Belgrad | Jugosławia        | Prva liga  | 31    | 0      |
| 1970/71 | Partizan Belgrad | Jugosławia        | Prva liga  | 34    | 0      |
| 1971/72 | Partizan Belgrad | Jugosławia        | Prva liga  | 29    | 0      |
| 1972/73 | Partizan Belgrad | Jugosławia        | Prva liga  | 23    | 0      |
| 1973/74 | Partizan Belgrad | Jugosławia        | Prva liga  | 0     | 0      |
| 1974/75 | Partizan Belgrad | Jugosławia        | Prva liga  | 27    | 0      |
| 1975/76 | FC Utrecht       | Holandia          | Eredivisie | 18    | 0      |
| 1976/77 | FC Utrecht       | Holandia          | Eredivisie | 19    | 0      |
| 1977/78 | OFK Kikinda      | Jugosławia        | Druga liga | 7     | 0      |
| 1978    | Oakland Stompers | Stany Zjednoczone | NASL       | 23    | 0      |
| 1978/79 | Sinđelić Belgrad | Jugosławia        | Treća liga | ?     | ?      |

## Kariera reprezentacyjna
W reprezentacji Jugosławii Paunović zadebiutował 12 listopada 1967 roku w wygranym 4:0 meczu eliminacji do Mistrzostw Europy 1968 z Albanią. W 1968 roku został powołany do kadry Jugosławii na Mistrzostwa Europy 1968. Na tym turnieju wystąpił w trzech meczach: półfinale z Anglią (1:0) i finałach z Włochami (1:1, 0:2). Z Jugosławią wywalczył wicemistrzostwo Europy. W reprezentacji Jugosławii od 1967 do 1973 roku rozegrał 39 spotkań.